# شهرستان ایگنیه
شهرستان ایگنیه (به لاتین: Ignié District) یک منطقهٔ مسکونی در جمهوری کنگو است که در بخش پول واقع شده‌است.